# Prévenchères
Prévenchères (okzitanisch Prevenchièiras) ist ein südfranzösischer Ort und eine Gemeinde (commune) mit 270 Einwohnern (Stand 1. Januar 2022) im Département Lozère in der Region Okzitanien.

## Lage
Prévenchères liegt auf etwa 845 Metern Höhe ü. d. M. am Oberlauf des Flusses Chassezac im südlichen Zentralmassiv in der Region Cevennen. Der höchste Berg der Cevennen, der Mont Lozère, liegt etwa 25 Kilometer südwestlich des Ortes, die nächstgelegene größere Stadt ist das etwa 45 Kilometer (Fahrtstrecke) westlich gelegene Mende. Der Fernwanderweg GR 72 verläuft durch das Gebiet der Gemeinde.

## Bevölkerungsentwicklung
| Jahr      | 1800 | 1851 | 1901 | 1954 | 1990 | 1999 | 2006 | 2018 |
| Einwohner | 991  | 1019 | 889  | 465  | 192  | 215  | 266  | 252  |

Der bereits in der ersten Hälfte des 20. Jahrhunderts einsetzende deutliche Bevölkerungsrückgang ergibt sich im Wesentlichen aus dem Wegzug vieler Familien wegen des Wegfalls von Arbeitsplätzen infolge der Mechanisierung der Landwirtschaft. Seit 1982 ist die Wanderungsbewegung zwar wieder positiv, dafür gibt es aber einen natürlichen Bevölkerungsrückgang, der durch die Zuzüge jedoch leicht überkompensiert wird.

## Wirtschaft
Traditionell spielt die Landwirtschaft und hier in erster Linie die Schafzucht die wichtigste Rolle im Wirtschaftsleben der Gemeinde. Seit den 1960er und 1970er Jahren ist der Tourismus in Form der Vermietung von Ferienhäusern (gîtes) als Einnahmequelle hinzugekommen.

## Geschichte
Die romanische Kirche des Ortes ist erstmals in einem Dokument des Jahres 1119 als Prioratskirche der Abtei von Saint-Gilles erwähnt. Der Hundertjährige Krieg (1337–1453) ging spurlos am Ort vorbei, doch in der Zeit der Hugenottenkriege (1562–1598) wurden im Ort elf Priester hingerichtet; auch der Weiler Ranc wurde zerstört.

## Sehenswürdigkeiten

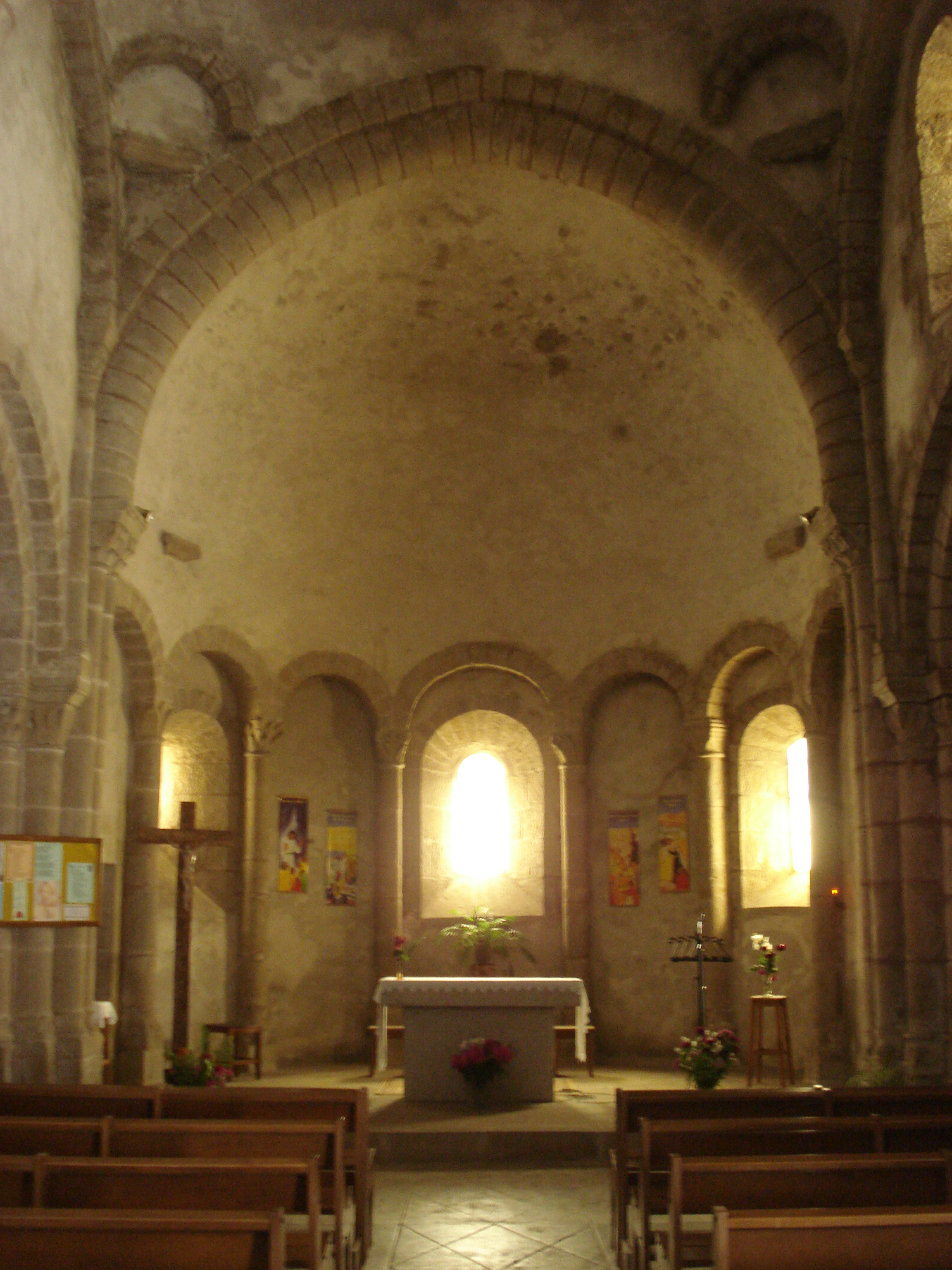
Mittelapsis

- Die ehemalige Prioratskirche und heutige Pfarrkirche Saint-Pierre ist ein Bau aus der Mitte des 12. Jahrhunderts, der – mit Ausnahme der schmucklosen Westfassade und des vierteiligen Glockengiebels – größtenteils aus nahezu unbehauenen Bruchsteinen errichtet ist. Ungewöhnlich war die kleeblattförmige Konstellation (Trikonchos) der drei Apsiden im Osten der Kirche; die nördliche Apsis wurde jedoch im 15. Jahrhundert durch eine rechteckige Kapelle ersetzt. Während die deutlich größere Mittelapsis durch Rundbogenarkaden und Fenster mit eingestellten Säulchen gegliedert ist, blieb die südliche Apsis vollkommen ungegliedert, wenngleich auch hier – erkennbar an kleinen Sockeln – eine vergleichbare Gliederung vorgesehen war. Auch das von zwei Strebepfeilern gerahmte und mehrfach abgestufte Südportal ist ansonsten völlig schmucklos. Der ebenfalls von Strebepfeilern begleitete Vierungsturm überragt die Dächer der Kirche nur geringfügig; er schließt mit einem Satteldach. Alle Dächer der Kirche sind mit kleinen Steinschindeln (lauzes) gedeckt. Die Vierung der einschiffigen tonnengewölbten Kirche ist von einer auf Trompen ruhenden Kuppel überspannt; das Innere der Mittelapsis zeigt eine ähnliche Arkadengliederung wie die Außenseite. Der Kirchenbau wurde im Jahr 1931 als Monument historique[1] anerkannt.
- Die noch erhaltenen Teile des ehemaligen Priorates wurden ebenfalls im Jahr 1931 als Monument historique[2] anerkannt.

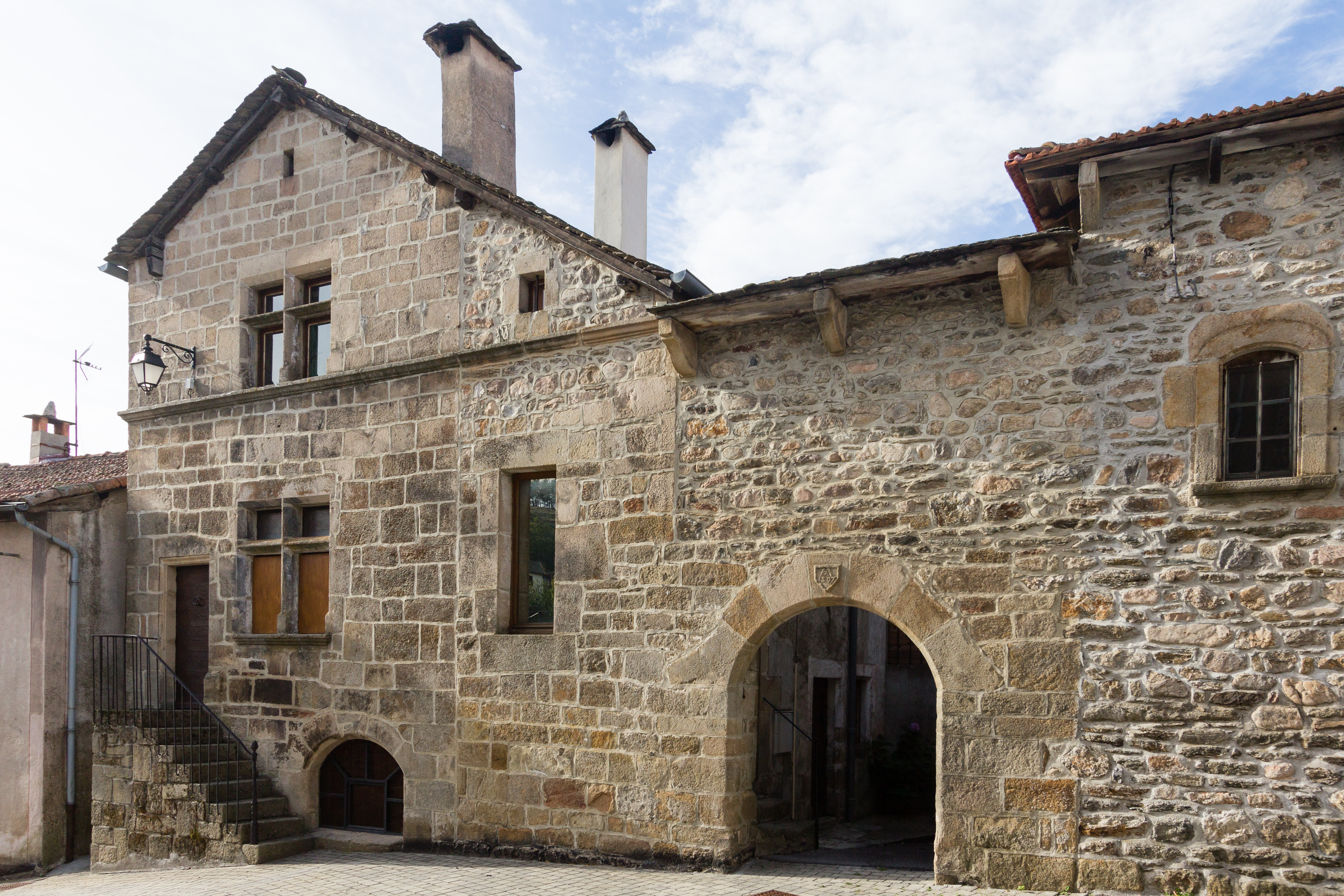
Bruchsteinhaus mit Kreuzstockfenstern

- Viele Häuser des Ortes sind ebenfalls aus Bruchstein errichtet, eines aus dem 16. Jahrhundert mit steinernen Fensterkreuzen ist seit 1942 unter Schutz gestellt.[3]
- Auf dem Dorfplatz südlich der Kirche steht eine über 400 Jahre alte Linde, die – einer lokalen Überlieferung zufolge – anlässlich der Geburt Ludwigs XIII. gepflanzt wurde.
- Herausragendes Merkmal des außerhalb gelegenen (44° 29′ 44″ N, 3° 56′ 48″ O) und ursprünglich aus dem 11. Jahrhundert stammenden, jedoch im 15. Jahrhundert überarbeiteten Château du Roure ist sein mittelalterlicher Bergfried (donjon). Die Burg befindet sich in Privatbesitz und ist seit 1975 als Monument historique[4] eingestuft.
- Das zur Gemeinde gehörende Dorf La Garde-Guérin wurde in die Liste der schönsten Dörfer Frankreichs aufgenommen. Die kleine romanische Ortskirche ist bereits seit 1928 als Monument historique[5] anerkannt.